# 小行星5219
小行星5219（英語：5219 Zemka）是一颗围绕太阳公转的小行星。1976年4月2日，尼古拉·切爾尼赫在克里米亚发现了此天体。
这颗小行星的绝对星等为156.73086等。